# Albatrellus syringae
Albatrellus syringae (Parmasto) Pouzar, Folia geobot. phytotax. 1: 358 (1966).

## Descrizione della specie

### Cappello
5–10 cm di diametro e 1 cm di spessore, singolo o confluente ad altri, appianato e a volte depresso al centro e spesso imbutiforme; margine lobato e sinuoso; cuticola opaca e a volte lucida, di colore giallo o bruno-giallastro, che di scurisce al tocco.

### Tubuli
Non decorrenti al gambo, lunghi fino a 2 mm.

### Pori
Piccoli, irregolarmente tondeggianti e a volte angolosi, in numero di 4-5-6 per mm, leggermente più larghi verso il gambo, da giovane giallo-chiaro poi sempre più scuro con l'età.

### Gambo
1,5-3,5 cm di lunghezza per 1–2 cm di spessore, cilindrico, leggermente allargato alla base, liscio,  di colore giallastro chiaro.

### Carne
Dura, coriacea, cartilaginea.
Odore e Sapore: praticamente nulli.

### Microscopia
Spore3,5-5 x 3-4 µm, ellissoidali, ialine, lisce, monoguttulate, non amiloidi.
Basidiclavati, tetrasporici con fibbia basale.
Cistidiassenti.
Struttura ifalemonomitica; sono presenti ife con contenuto oleoso giallastro, dello spessore di spesse 6-8 µm.

## Habitat
Cresce su arbusti di Syringa, in parchi e giardini, in boschi d'abete rosso ed anche misti con latifoglie con presenza di ontano.

## Commestibilità
Senza valore, considerata la consistenza coriacea ed il sapore insignificante.

## Etimologia
Il nome deriva dalla canna detta siringa, dal greco sûrinx, súringos = siringa, per l'habitat abituale.

## Sinonimi e binomi obsoleti
- Scutiger syringae Parmasto, Botanicheskie Materialy 15: 132 (1962)